# Њу Маркет (Алабама)
Њу Маркет (енгл. New Market) насељено је место без административног статуса у америчкој савезној држави Алабама.

## Демографија
По попису из 2010. године број становника је 1.597, што је 267 (-14,3%) становника мање него 2000. године.
| Група             | 2000.         | 2010.         |
| Белци             | 1.593 (85,5%) | 1.379 (86,3%) |
| Афроамериканци    | 117 (6,3%)    | 107 (6,7%)    |
| Азијати           | 3 (0,2%)      | 3 (0,2%)      |
| Хиспаноамериканци | 66 (3,5%)     | 70 (4,4%)     |
| Укупно            | 1.864         | 1.597         |